# Чагино (Омская область)
Чагино — деревня в Крутинском районе Омской области, в составе Новокарасукского сельского поселения.

## История
Основана в 1800 году. В 1928 г. состояла из 176 хозяйств, основное население — русские. Центр Чагинского сельсовета Крутинского района Омского округа Сибирского края.

## Население
| 2010 |
| ---- |
| 9    |